# Micrurus altirostris
Micrurus altirostris este o specie de șerpi din genul Micrurus, familia Elapidae, descrisă de Cope 1860. Conform Catalogue of Life specia Micrurus altirostris nu are subspecii cunoscute.